# Shayne Stevenson
 (août 2025).
Si vous disposez d'ouvrages ou d'articles de référence ou si vous connaissez des sites web de qualité traitant du thème abordé ici, merci de compléter l'article en donnant les références utiles à sa vérifiabilité et en les liant à la section « Notes et références ».
Shayne T. Stevenson (né le 26 octobre 1970 à Aurora, Ontario au Canada) est un joueur canadien de hockey sur glace professionnel qui évoluait au poste d'ailier droit ou de centre.

## Carrière de joueur
Shayne Stevenson pratique son hockey junior dans la Ligue de hockey de l'Ontario sous le chandail des Knights de London puis celui des Rangers de Kitchener, marquant plus de 70 points par saison. Lors du repêchage d'entrée 1989 de la Ligue nationale de hockey, il est choisi en première ronde (17e choix au total) par les Bruins de Boston.
Après une saison supplémentaire avec les Rangers, il devient professionnel avec les Bruins. Cependant, il passe l'essentiel de ses deux premières saisons avec leur équipe affiliée, les Mariners du Maine de la Ligue américaine de hockey. Durant l'été 1992, il est choisi par l'une des nouvelles franchises de la LNH, le Lightning de Tampa Bay, lors du repêchage d'expansion mais joue principalement avec les Knights d'Atlanta de la Ligue internationale de hockey.
Durant la saison 1993-1994, il fait un cours passage en Italie avant de revenir Amérique du Nord. Les quatre saisons suivantes, il joue pour plusieurs franchises de la Colonial Hockey League, renommée United Hockey League à partir de 1997. En 1998, il joue 14 parties au sein de la Major League Roller Hockey, une ligue d'inline hockey. À partir 2000, il s'installe au Royaume-Uni où il joue deux saisons en Ice Hockey Superleague avant de prendre sa retraite.

## Statistiques
| Saison     | Équipe                    | Ligue          |    | Saison régulière | Saison régulière | Saison régulière | Saison régulière | Saison régulière |    | Séries éliminatoires | Séries éliminatoires | Séries éliminatoires | Séries éliminatoires | Séries éliminatoires |
| Saison     | Équipe                    | Ligue          | PJ | B                | A                | Pts              | Pun              | PJ               | B  | A                    | Pts                  | Pun                  |                      |                      |
| 1985-1986  | Colts de Barrie           | LCHJB          | 38 | 14               | 23               | 37               | 75               |                  |    |                      |                      |                      |                      |                      |
| 1985-1986  | Travelways d'Orillia      | LPHJAO         | 1  | 0                | 0                | 0                | 0                |                  |    |                      |                      |                      |                      |                      |
| 1986-1987  | Knights de London         | LHO            | 61 | 7                | 15               | 22               | 56               |                  |    |                      |                      |                      |                      |                      |
| 1987-1988  | Knights de London         | LHO            | 36 | 14               | 25               | 39               | 56               |                  |    |                      |                      |                      |                      |                      |
| 1987-1988  | Rangers de Kitchener      | LHO            | 30 | 10               | 25               | 35               | 48               | 4                | 1  | 1                    | 2                    | 4                    |                      |                      |
| 1988-1989  | Rangers de Kitchener      | LHO            | 56 | 25               | 51               | 76               | 86               | 5                | 2  | 3                    | 5                    | 4                    |                      |                      |
| 1989-1990  | Rangers de Kitchener      | LHO            | 56 | 28               | 61               | 89               | 225              | 17               | 16 | 21                   | 37                   | 31                   |                      |                      |
| 1990       | Rangers de Kitchener      | Coupe Memorial |    |                  |                  |                  |                  | 5                | 4  | 7                    | 11                   | 4                    |                      |                      |
| 1990-1991  | Bruins de Boston          | LNH            | 14 | 0                | 0                | 0                | 26               |                  |    |                      |                      |                      |                      |                      |
| 1990-1991  | Mariners du Maine         | LAH            | 58 | 22               | 28               | 50               | 112              |                  |    |                      |                      |                      |                      |                      |
| 1991-1992  | Bruins de Boston          | LNH            | 5  | 0                | 1                | 1                | 2                |                  |    |                      |                      |                      |                      |                      |
| 1991-1992  | Mariners du Maine         | LAH            | 54 | 10               | 23               | 33               | 150              |                  |    |                      |                      |                      |                      |                      |
| 1992-1993  | Lightning de Tampa Bay    | LNH            | 8  | 0                | 1                | 1                | 7                |                  |    |                      |                      |                      |                      |                      |
| 1992-1993  | Knights d'Atlanta         | LIH            | 53 | 17               | 17               | 34               | 160              | 6                | 0  | 2                    | 2                    | 21                   |                      |                      |
| 1993-1994  | SG Brunico                | Alpenliga      | 16 | 8                | 15               | 23               | 66               |                  |    |                      |                      |                      |                      |                      |
| 1993-1994  | Komets de Fort Wayne      | LIH            | 22 | 3                | 5                | 8                | 116              |                  |    |                      |                      |                      |                      |                      |
| 1993-1994  | Fury de Muskegon          | ColHL          | 1  | 2                | 0                | 2                | 0                |                  |    |                      |                      |                      |                      |                      |
| 1993-1994  | Wildcats de St. Thomas    | ColHL          | 6  | 3                | 3                | 6                | 15               | 2                | 0  | 2                    | 2                    | 9                    |                      |                      |
| 1994-1995  | Blizzard d'Utica          | ColHL          | 43 | 17               | 40               | 57               | 37               | 6                | 0  | 3                    | 3                    | 14                   |                      |                      |
| 1995-1996  | Blizzard d'Utica          | ColHL          | 27 | 11               | 21               | 32               | 72               |                  |    |                      |                      |                      |                      |                      |
| 1996-1997  | Blizzard d'Utica          | ColHL          | 10 | 2                | 6                | 8                | 18               |                  |    |                      |                      |                      |                      |                      |
| 1996-1997  | Lumber Kings de Saginaw   | ColHL          | 17 | 2                | 23               | 25               | 30               |                  |    |                      |                      |                      |                      |                      |
| 1996-1997  | Smoke de Brantford        | ColHL          | 10 | 3                | 9                | 12               | 25               | 6                | 3  | 5                    | 8                    | 24                   |                      |                      |
| 1997-1998  | Border Cats de Port Huron | UHL            | 18 | 8                | 9                | 17               | 27               | 3                | 2  | 0                    | 2                    | 4                    |                      |                      |
| 1998-1999  | Outlaws de San Angelo     | WPHL           | 48 | 28               | 28               | 56               | 41               | 13               | 7  | 8                    | 15                   | 51                   |                      |                      |
| 1999-2000  | Scottish Eagles de Ayr    | ISL            | 7  | 2                | 7                | 9                | 24               | 7                | 2  | 2                    | 4                    | 29                   |                      |                      |
| 2000-2001  | Manchester Storm          | ISL            | 5  | 1                | 2                | 3                |                  |                  |    |                      |                      |                      |                      |                      |
| Totaux LNH | Totaux LNH                | Totaux LNH     | 27 | 0                | 2                | 2                | 35               |                  |    |                      |                      |                      |                      |                      |

| Saison | Équipe                        | Ligue |    | Saison régulière | Saison régulière | Saison régulière | Saison régulière | Saison régulière |   | Séries éliminatoires | Séries éliminatoires | Séries éliminatoires | Séries éliminatoires | Séries éliminatoires |
| Saison | Équipe                        | Ligue | PJ | B                | A                | Pts              | Pun              | PJ               | B | A                    | Pts                  | Pun                  |                      |                      |
| 1998   | North Americans de Port Huron | MLRH  | 9  | 11               | 7                | 18               | 4                |                  |   |                      |                      |                      |                      |                      |
| 1998   | Torpedoes de Toronto          | MLRH  | 5  | 7                | 2                | 9                | 7                |                  |   |                      |                      |                      |                      |                      |

## Transaction en carrière
- 18 juin 1992 : réclamé par le Lightning de Tampa Bay depuis les Bruins de Boston lors du repêchage d'expansion 1992.
- 13 janvier 2000 : signé par les Scottish Eagles de Ayr comme agent libre.
- 18 août 2000 : signé par le Manchester Storm comme agent libre.